# Таможенный голова

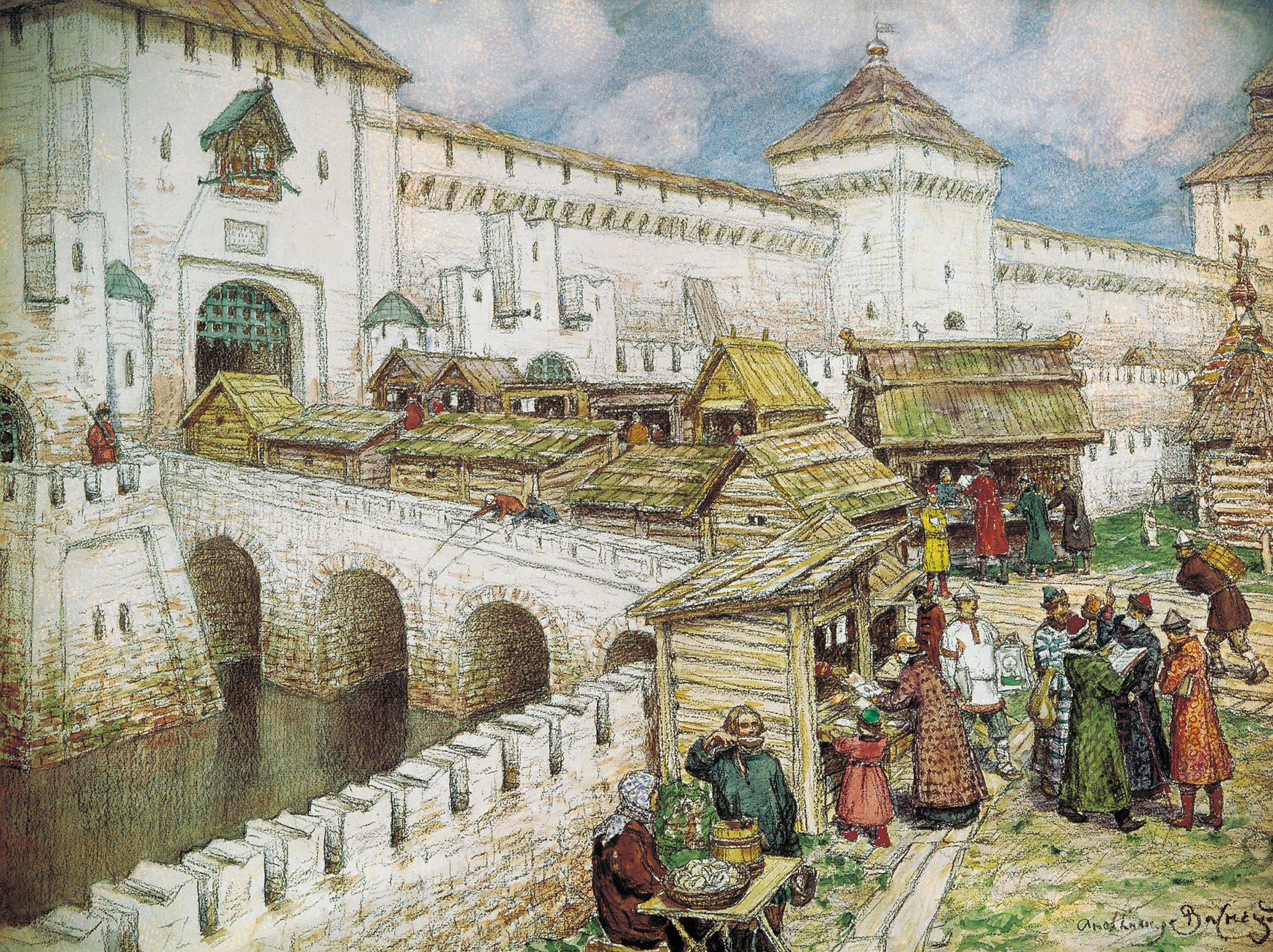
Книжная торговля на Спасском мосту в XVII веке, А. М. Васнецов

Таможенный голова — в России (Руси) в XVI—XVII веках управляющий (голова) уездной таможенной избы, отвечающий за сбор таможенных пошлин.
Голова таможенный и кабацкий был выборным должностным лицом в Русском государстве, а таможенный голова обыкновенно был и головою кабацким, то есть лицом, заведовавшим кабацкими сборами. Срок службы составлял, как правило, год, с сентября по сентябрь. Обычно в уезде был один голова таможенный и кабацкий, но в некоторых и более (например, в Архангельском уезде — трое). В XVI—XVII веках в России продолжала существовать унаследованная ещё с древнейших времен система таможенного обложения, согласно которой пошлины уплачивались не только с грузов, пропускаемых через государственную границу, но и с товаров, находившихся в обращении внутри государства. В уездных центрах располагались таможенные избы, ведавшие сбором пошлин, как в самом городе, так и в прилегающей местности (округе) к уездному городу. Таможенной избе были подчинены таможни, расположенные в других населённых пунктах уезда, где функционировали местные рынки. Нахождение в должности головы называется «головством».

## Таможенное законодательство: история
Вторая половина XVII столетия в исследовательской литературе характеризуется как время, когда постепенно складывается всероссийский централизованный рынок. Большую роль в этом отношении сыграли государственные меры, направленные на регулирование торговых отношений внутри уездов и между ними.
Сбор таможенных пошлин до принятия Торгового устава 1653 года происходил по уставным грамотам, которые присылались воеводам при открытии таможни в качестве инструкции по сбору налогов с продаж. В большинстве архивных документов, связанных с деятельностью таможенной избы и кружечного двора содержатся обязательные ссылки на присланную ранее уставную грамоту. Помимо уставной грамоты головы руководствовались распоряжениями из столицы, содержащиеся в многочисленных наказных грамотах. Таможенные чиновники, согласно присланным им «памятям», производили досмотр товаров, записывали их наименования и стоимость в книги, делали росписи товаров в суднах, подробно выясняя имена торговцев-владельцев товара. Торговые люди имели право реализовать свой товар в течение шести месяцев, отводимых им на его продажу. Подробно оговаривалось, что если купец купит товар и повезет его продавать в другой город, он должен предъявить его в таможне, подробно записать в отпускную книгу и заплатить пошлину 10 денег с рубля. Местный покупатель, приобретавший товар «про свой обиход», освобождался от выплаты рублёвой пошлины. Её платили в два приёма: 50 % брали при явке товара в таможне, и 50 % при перепродаже купленного товара. В отличие от Торгового устава 1653 года, Новый устав разрешал приобретать товар по дороге на ярмарку или торг с учётом его регистрации при въезде в таможню.
Основные положения Новоторгового устава действовали практически до отмены таможенных пошлин в 1753 году, а ряд статей — до введения таможенного устава Петра I в 1724 году. В 90-е годы XVII столетия законодательство о таможенных и питейных сборах выходило на новый виток своего развития, связанного, прежде всего, с деятельностью молодого реформатора. Уже 30 января 1699 года для сбора пошлин Петр I ввёл бурмистров. Избиравшиеся из торгового и посадского населения управляющие таможнями назывались теперь не таможенными головами, а по городской реформе 1699 года таможенными бурмистрами, а позже в некоторых таможнях — директорами или обер-инспекторами. В документах XVIII века появляются новые названия должностей: «приёморасходчик», «писчик», «копиист», «канцелярист» и «подканцелярист», «забухгалтер» и просто «таможенный выборный». С учреждением царским указом Бурмистерской палаты (Ратуши) в Москве и земских изб в городах под контроль земских бурмистров перешли те дела, которые раньше находились в ведении приказа Большой казны, в частности, обеспечение сбора таможенных пошлин. Таким образом, таможенное управление было полностью освобождено от вмешательства воевод и передано таможенным бурмистрам. На местах это выражалось в том, что собранные в каком-либо городе пошлины, минуя воевод, поступали в земскую избу или провинциальный магистрат, а оттуда отправлялись в Москву в Бурмистерскую палату, несколько позже — в государственную Ревизион-коллегию.

## Способы организации таможенных сборов
Существовало два способа организации таможенных сборов — отдача «на веру» и «откупа». Таможенные сборы сдавались на откуп в течение всего XVII столетия, с небольшим перерывом после кабацкой реформы 1652 года и указа 1681 года, когда откупная система была ненадолго запрещена.

### Откуп
Откупщик вносил в казну заранее оговорённую денежную сумму и все доходы сверх неё оставлял себе. Преимущество откупщика заключалось также в том, что в случае обнаружения беспошлинного товара, он изымался, и половина его стоимости доставалась откупщику. При оформлении откупной грамоты уплачивалась печатная пошлина. Порядок сбора печатных пошлин при оформлении откупов на кабаки и другие доходные статьи устанавливался Соборным уложением 1649 г. Пошлина называлась рублёвой, так как её исчисление шло в зависимости от дохода из расчёта 7,5 копейки с рубля. В случае малых размеров дохода с откупа — от 1 до 6 рублей — пошлина бралась с челобитья по 25 копеек с человека. Здесь учитывалось то обстоятельство, что челобитье об откупе могло исходить от двух и более человек.

#### Сбор таможенных пошлин «на веру»
Помимо откупа, ещё одним способом организации таможенных сборов было «отдача их на веру». «Верный» или «выборный» голова, в отличие от откупщика, занимал свою должность «по выбору» поручившихся за него людей. Процедура «выбора» в любом случае целиком и полностью контролировалась воеводой, который обязан был проследить за тем, чтобы на этой важной должности оказался кто-то из числа людей «добрых и прожиточных», то есть обладающих определённым имуществом, которое выступало в качестве гарантии в случае недобора таможенных денег. Обычной формулировкой в царских грамотах для подобных случаев было: «велено выбрать в головы … самых добрых и прожиточных людей, которых с такое дело будет и в денежном зборе мочно верить». Выбор проводился осенью, обычно в начале года, в сентябре, и представлял собой сложную процедуру с письменной отчётностью. Предложенные кандидатуры обсуждались в съезжей избе. Окончательное назначение таможенного головы оформлялось царским указом. Срок, на который выбирались должностные лица таможни, был почти всегда годовой (с 1 сентября до 1 сентября).
После выборов составлялся «выбор» — документ об избрании, который подписывали все его участники. Это повышало ответственность избранных и наделяло их правами действовать от имени той части населения, которая выдвинула их на эту должность. «Выбор» вместе с поручными записями отправлялся в Москву. После процедуры выбора в городской приказной избе проводилось крестоцелование в присутствии служилых и «жилецких» и уездных людей. Выбранные должностные лица давали обещание «не корыстовать». Целовальники принимали присягу в присутствии воеводы, земского старосты и священника. К крестоцелованию обязывали и дьячка, он обещал «кабацкую прибыль и таможенные пошлины и всякие доходы в приход и расход записывати в книги в правду… и не корыстовать». Крестное целование проводилось 1 сентября — в первый день календарного года, как правило, в утренние часы. Согласно Соборному Уложению 1649 г., присягу на кресте могли давать люди возрастом старше 20 лет.

## Структура административного аппарата таможенной избы

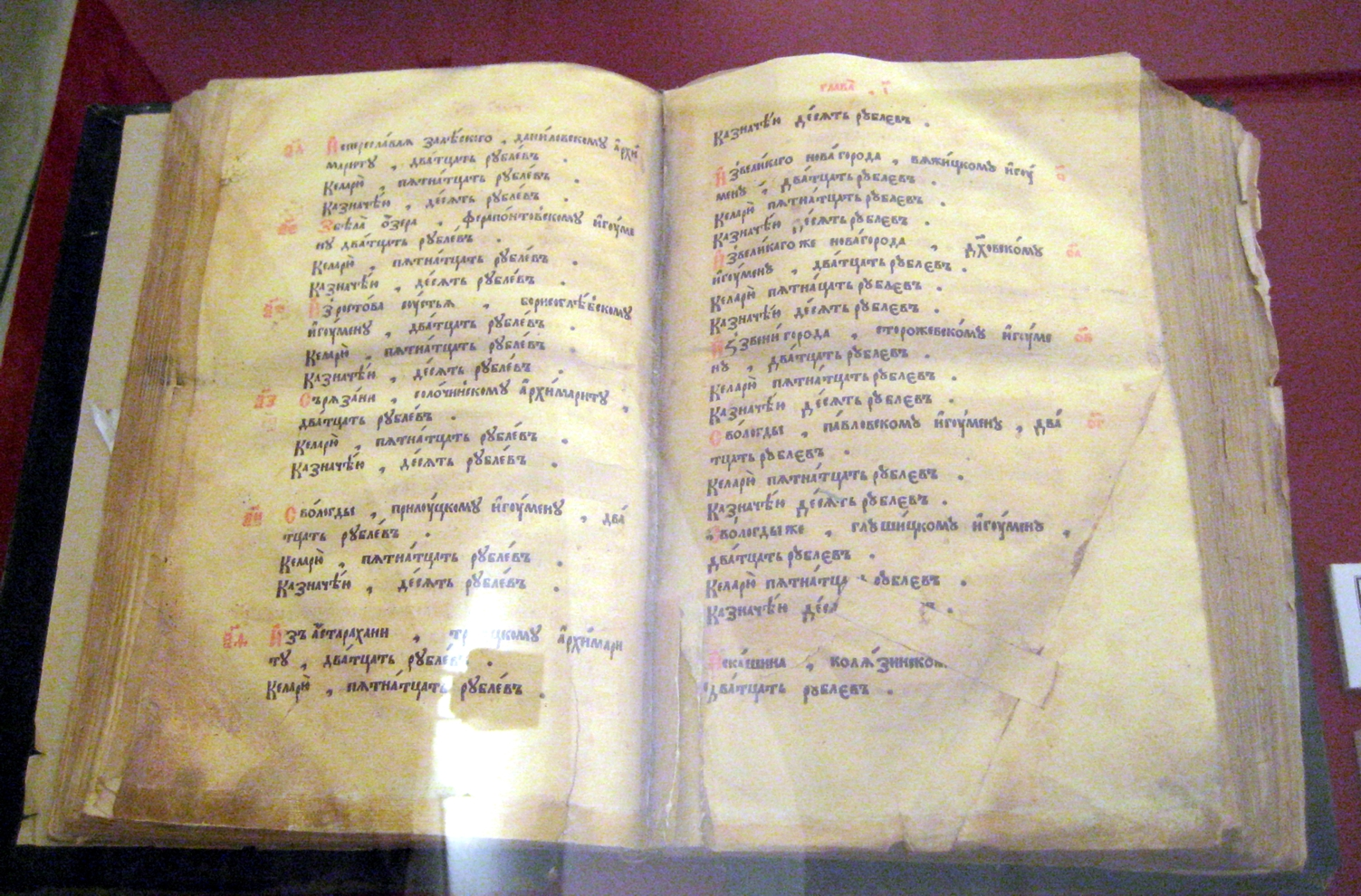
Соборное Уложение 1649 года.

Административный аппарат таможенной избы и кабака представлял собой иерархическую структуру, состоящую из нескольких звеньев. Высшее звено — таможенный голова осуществлял руководство таможенными и кабацкими сборами из городской таможенной избы. Он руководил деятельностью таможенных целовальников, подьячих и дьячков, а также контролировал сбор пошлин в сельской местности, на таможенных заставах и перевозах. Среднее звено — ларёчные и рядовые целовальники, дьячки и подьячие могли находиться на своей должности несколько лет подряд при разных верных головах или откупщиках. Они, как правило, были выходцами из местного населения и непосредственно работали в таможне. Функции целовальников были размыты. Им поручалась самая разнообразная работа, которая представляла собой повинность и не оплачивалась. Дьячки и подьячие занимали должность по найму или по выбору. В случае найма им полагалось жалование. Низшим звеном в этой иерархии являлся многочисленный вспомогательный аппарат, состоящий из сторожей, истопников, посыльных, пивоваров и прочих. Их труд был наёмным и оплачивался из таможенных доходов. В помощь таможенным головам местные воеводы нередко выделяли приставов и стрельцов. Их работа на таможне считалась службой и не оплачивалась.